# 太平水库 (东港)
太平水库是中国辽宁省丹东市东港市境内的一座水库，位于龙态河支流吴家铺河上，建于1956年。水库正常库容为600万立方米，集雨面积为23平方千米，海拔为11.45米。